# Aotus zonalis
Aotus zonalis é uma espécie de Macaco do Novo Mundo, da família Aotidae e já foi considerado uma subespécie de Aotus lemurinus. Ocorre no Panamá e na região de El Chocó. Há registros da espécie na Costa Rica, especialmente no Mar do Caribe.
A classificação da espécie é controversa. Enquanto alguns autores a consideraram subespécie de Aotus lemurinus, Thomas Defler, em 2001, considerou uma espécie separada. Philip Hershkovitz, em sua revisão de 1983, não considerou o táxon, de tal forma, que foi considerado como Aotus lemurinus lemurinus, mas com ocorrência na América Central.
É um primata de pequeno porte, com os machos pesando cerca de 889 g e as fêmeas, 916 g.  A pelagem das costas varia de um cinzento-amarronzado a um vermelho-amarronzado. O ventre é amarelo. Os pelos das mãos e pés são pretos e curtos, se comparados com outros do gênero Aotus do grupo "pescoço-cinza".  O crânio possui uma caixa craniana ampla, e a regão inter-orbital é deprimida e os molares são grandes.
São animais noturnos, como outros do mesmo gênero. Entretanto, os olhos não possuem tapetum lucidum. A cauda é curta, se comparada com o resto do corpo.
Ocorre em vários tipos de floresta, incluindo floresta secundária e plantações de café. Vive em pequenos grupos de até 6 indivíduos, consistindo, geralmente, de um casal e sua prole. Os grupos são territoriais, e há pouca sobreposição entre os territórios dos grupos.
Pelo menos, nove tipos de vocalizações foram reportadas, incluindo vários tipos de gritos, assovios e trinados. Comunicação por gestos e expressões parece ser menos importante do que as vocalizações e marcação de cheiro, mas nota-se que o arch display, urinação e piloereção são importantes nas relações sociais.
Sua dieta consiste principalmente por frutos (cerca de 65%), mas também se alimenta de folhas (cerca de 30%) e insetos (cerca de 5%).
O sistema de acasalamento é tido como monogâmico. Dão à luz a um filhote por vez, mas pode ocorre de parirem gêmeos.  A gestação dura 133 dias. O macho carrega o filhote geralmente, entregando à mãe no momento da amamentação.
Essa espécie de primata é uma das que possuem sua biologia e ecologia menos conhecida entre os macacos da América Central.